# Big Society
De Big Society (Nederlands: Grote Maatschappij) was het door de Britse Conservatieve Partij onder leiderschap van David Cameron ontwikkelde concept voor een participatiesamenleving waarin de rijksoverheid langzaam maar zeker meer bevoegdheden zou overdragen aan de burgers. Een kleinere overheid, decentralisatie, solidariteit, voluntarisme en een vrije markteconomie waren de sleutelbegrippen voor de Big Society.
Delen van de Big Society-filosofie werden na de vorming van de coalitie van conservatieven en liberalen onder Cameron (2010) geïmplementeerd, zo werd in de loop van 2011 een deel van de bevoegdheden van de centrale overheid overgeheveld naar lokale overheden. Daarnaast stimuleerde de overheid de stichting van coöperatieve banken en werd een sociaal ontwikkelingsprogramma voor jongeren in de leeftijdscategorie van 15 t/m 17 jaar gelanceerd. Ook werden projecten opgezet om burgers sociaal weerbaarder te maken en aan te zetten tot het doen van vrijwilligerswerk. In de periode 2010 tot 2015 werden 400 "vrije" scholen opgericht door ouders en leerkrachten onafhankelijk van het bestaande onderwijssysteem. 
Het hoogtepunt van de Big Society werd in de periode 2011-2013 bereikt, daarna nam de invloed van de Big Society drastisch af. Tegenwoordig verneemt men nog maar weinig van de Big Society: premier Cameron refereerde na 2013 niet meer naar de term.  
Tegenstanders van het concept beschouwen de Big Society als een gewone bezuinigingsoperatie van de conservatieve regering om de uitgaven van de overheid omlaag te brengen onder het mom van decentralisatie en people's empowerment. Bovendien vindt men dat men burgers niet kan overvragen met betrekking tot vrijwilligerswerk: er wordt al veel vrijwilligerswerk gedaan. Een rapport van de Britse denktank Civil Exchange uit 2015 liet zien dat de Big Society niet heeft opgeleverd wat er van werd verwacht.